# 6480 Скарлатті
6480 Скарлатті (6480 Scarlatti) — астероїд головного поясу, відкритий 12 серпня 1988 року.
Тіссеранів параметр щодо Юпітера — 3,508.